# Коптогайський сільський округ (Уїльський район)
Коптога́йський сільський округ (каз. Көптоғай ауылдық округі, рос. Коптогайский сельский округ) — адміністративна одиниця у складі Уїльського району Актюбінської області Казахстану. Адміністративний центр — село Коптогай.
Населення — 2041 особа (2021; 2872 у 2009, 2929 у 1999, 3139 у 1989).
Станом на 1989 рік існувала Амангельдинська сільська рада (села Амангельди, Карасу, Коптогай, Шубарші).

## Склад
До складу округу входять такі населені пункти:
| Населений пункт  | Колишні назви | Населення, осіб (1989) | Населення, осіб (1999) | Населення, осіб (2009) | Населення, осіб (2021) |
| ---------------- | ------------- | ---------------------- | ---------------------- | ---------------------- | ---------------------- |
| Аманкельди, село | Амангельди    | 631                    | 630                    | 596                    | 613                    |
| Карасу, село     | -             | 419                    | 467                    | 232                    | 234                    |
| Коптогай, село   | -             | 1708                   | 1403                   | 1712                   | 909                    |
| --Жанабаз        | -             | -                      | -                      | -                      | 1                      |
| --Кумаксай       | -             | -                      | -                      | -                      | 1                      |
| Шубарші, село    | -             | 381                    | 429                    | 332                    | 283                    |